# Jeanne Coppel
Pour les articles homonymes, voir Coppel.
Jeanne Coppel, née le 3 mai 1896 à Galați, en Roumanie, et morte le 1er novembre 1971 à Paris 16e, est une artiste peintre française.

## Biographie
Jeanne Coppel expose notamment à la galerie de Colette Allendy à Paris.
Ses œuvres sont conservées au musée des beaux-arts de Nantes, Musée des Beaux-Arts de Quimper ou encore au musée Pierre-André-Benoit d'Alès (Gard).